# Mascagnita
La mascagnita és un mineral de la classe dels sulfats. Rep el seu nom de Paolo Mascagni (1755-1815), professor d'anatomia de la Universitat de Siena, qui va descriure per primera vegada el material.

## Característiques
La mascagnita és un sulfat de fórmula química (NH₄)₂SO₄. Cristal·litza en el sistema ortoròmbic. La seva duresa a l'escala de Mohs es troba entre 2 i 2,5. Forma una sèrie de solució sòlida amb l'arcanita. És lleugerament higroscòpica.
Segons la classificació de Nickel-Strunz, la mascagnita pertany a «07.AD - Sulfats (selenats, etc.) sense anions addicionals, sense H₂O, amb cations grans només» juntament amb els següents minerals: arcanita, mercal·lita, misenita, letovicita, glauberita, anhidrita, anglesita, barita, celestina, olsacherita, kalistroncita i palmierita.

## Formació i jaciments
Es produeix a les fumaroles volcàniques actives, en aigües termals, i en la crema de dipòsits de les mines de carbó. Va ser descoberta l'any 1800 al Vesuvi, a la província de Nàpols (Campània, Itàlia).